# Yeah 3x
"Yeah 3x" é uma canção do cantor Chris Brown, tirado de seu quarto álbum de estúdio, F.A.M.E. Foi lançado como o primeiro single do álbum em 25 de outubro de 2010. A música foi escrita por Chris Brown, Frank DJ E, McCall Kevin e Amber "Se7en" Streeter, com o DJ Frank E também responsável pela produção da música. Brown gravou "Yeah 3x" para seu público pop, porque ele sentia que vinha fazendo uma série de mix-tapes e registros urbanos.

## Faixas do single
- Download digital

1. "Yeah 3x" - 4:01

- Australia e Nova Zelândia EP[1]

1. "Yeah 3x" - 4:01
2. "Deuces" featuring Drake, T.I., Kanye West, Fabolous, Rick Ross & André 3000 (Remix) - 6:43
3. "Deuces" featuring Drake & Kanye West (Remix) - 4:34

- German CD Single

1. "Yeah 3x" - 4:01
2. "Deuces" featuring Drake & Kanye West (Remix) - 4:34

## Desempenho nas paradas musicais
| Parada musical (2010)                      | Melhor posição |
| ------------------------------------------ | -------------- |
| Austrália - Australian Singles Chart       | 2              |
| Austrália - Australian Urban Chart         | 1              |
| Áustria - Austrian Singles Chart           | 17             |
| Bélgica - Belgian Singles Chart (Flanders) | 24             |
| Bélgica - Belgian Tip Chart (Wallonia)     | 4              |
| Brasil - Brasil Hot 100 Airplay            | 42             |
| Bulgária - Bulgarian Airplay Chart         | 4              |
| Canadá - Canadian Hot 100                  | 17             |
| Chéquia - Czech Airplay Chart              | 5              |
| Dinamarca - Danish Singles Chart           | 16             |
| Países Baixos - Dutch Top 40               | 26             |
| Europa - European Hot 100 Singles          | 17             |
| França - French Digital Singles Chart      | 9              |
| Alemanha - German Singles Chart            | 8              |
| Grécia - Greek Singles Chart               | 4              |
| Hungria - Hungarian Airplay Chart          | 4              |
| Hungria - Hungarian Singles Chart          | 7              |
| Irlanda - Irish Singles Chart              | 4              |
| Itália - Italian Singles Chart             | 55             |
| Japão - Japan Hot 100                      | 30             |
| Nova Zelândia - New Zealand Singles Chart  | 1              |
| Noruega - Norway Singles Chart             | 6              |
| Eslováquia - Slovak Airplay Chart          | 5              |
| Espanha - Spanish Singles Chart            | 9              |
| Suécia - Swedish Singles Chart             | 14             |
| Suíça - Swiss Singles Chart                | 16             |
| Reino Unido - UK Singles Chart             | 5              |
| Estados Unidos - Billboard Hot 100         | 14             |
| Estados Unidos - Hot Dance Club Songs      | 1              |
| Estados Unidos - Hot R&B/Hip-Hop Songs     | 48             |
| Estados Unidos - Mainstream Top 40         | 5              |

| País          | Providente | Certificação |
| ------------- | ---------- | ------------ |
| Austrália     | ARIA       | 5× Platina   |
| Dinamarca     | IFPI       | Ouro         |
| Alemanha      | BVMI       | Ouro         |
| Nova Zelândia | RIANZ      | Platina      |
| Suíça         | IFPI       | Ouro         |